# Cerkiew Zaśnięcia Matki Bożej w Niżnym Nowogrodzie

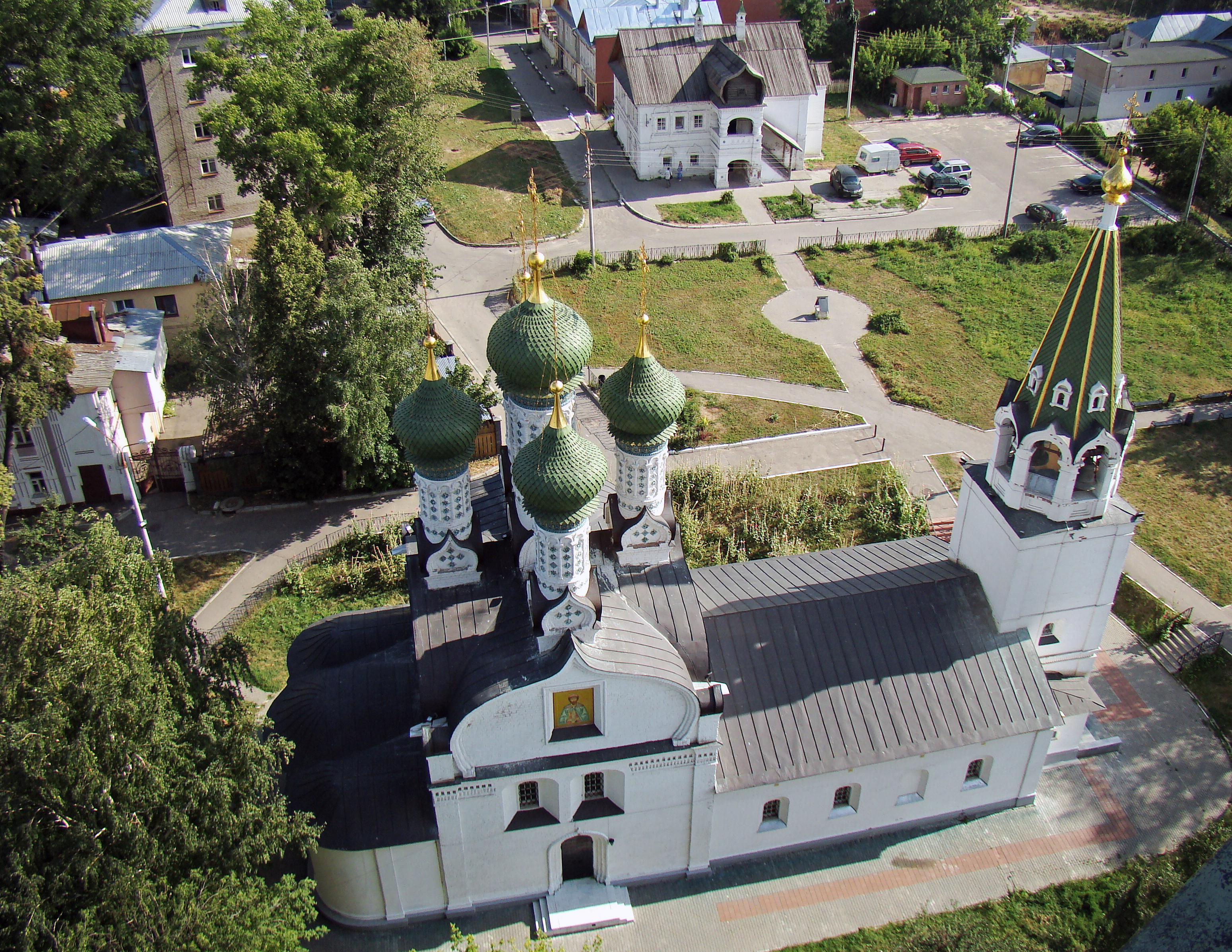

Cerkiew Zaśnięcia Matki Bożej – prawosławna cerkiew w Niżnym Nowogrodzie. Jedna z trzech świątyń położonych w kompleksie pałacu biskupów niżnonowogrodzkich i arzamaskich, obok cerkwi św. Sergiusza z Radoneża i cerkwi Wniebowstąpienia Pańskiego.

## Historia
W 1606 w gramocie cara Wasyla Szujskiego pojawia się wzmianka o monasterze istniejącym na miejscu dzisiejszej cerkwi Zaśnięcia Matki Bożej. Czas jego powstania nie jest znany. W kompleksie budynków klasztoru znajdowała się drewniana świątynia pod wezwaniem Zaśnięcia Matki Bożej. Przed rokiem 1621 monaster przestał istnieć i cerkiew zmieniła status na parafialną. Fundatorem nowej, murowanej świątyni był kupiec Afanasij Olisow, który przekazał środki na budowę obiektu przed swoim wyjazdem do Astrachania ok. 1670. W 1672 nowa cerkiew została poświęcona. W 1715 budynek został zniszczony przez pożar; przez stulecia stał w stanie ruiny. Dopiero w latach 60. XX wieku został częściowo odbudowany.
W 2004 prace nad renowacją i odbudową cerkwi zostały podjęte na nowo. Po renowacji biskup niżnonowogrodzki i arzamaski Jerzy (Daniłow) dokonał ponownego poświęcenia obiektu.
Szczególną czcią są otaczane przechowywane w cerkwi relikwie św. Innocentego z Alaski, św. Filareta (Drozdowa) oraz św. Barbary, jak również wariant cudownej ikony Matki Bożej „Niewyczerpany Kielich” i ikony św. Jerzego i Boga Wszechmogącego.

## Architektura
Cerkiew została wzniesiona w stylu typowym dla architektury sakralnej ziemi nowogrodzkiej: posiada prostokątną nawę o wymiarach 9 na 7,1 metra nakrytą pięcioma kopułami na wydłużonych, owalnych bębnach oraz wyraźnie wyodrębnione, znacznie niższe prezbiterium. Dzwonnica cerkwi znajduje się ponad wydłużonym przedsionkiem; wieńczy ją cebulasta, złocona kopuła z krzyżem.